# Кримська сільська рада (Сакський район)
Кри́мська сільська́ ра́да — адміністративно-територіальна одиниця та орган місцевого самоврядування в Сакському районі Автономної Республіки Крим. Адміністративний центр — село Кримське.

## Загальні відомості
- Населення ради: 2 809 осіб (станом на 2001 рік)

## Населені пункти
Сільській раді були підпорядковані населені пункти:
- с. Кримське
- с. Валентинове
- с. Ігорівка
- с. Степове

## Склад ради
Рада складалася з 16 депутатів та голови.
- Голова ради:
- Секретар ради: Кройтор Галина Миколаївна

### Керівний склад попередніх скликань
| Прізвище, ім'я, по батькові | Основні відомості                                                         | Дата обрання | Дата звільнення |
| --------------------------- | ------------------------------------------------------------------------- | ------------ | --------------- |
| Рудакова Любов Іванівна     | Сільський голова, 1953 року народження, освіта вища, позапартійна         | 26.03.2006   | 31.10.2010      |
| Рудакова Любов Іванівна     | Сільський голова, 1953 року народження, освіта вища, член Партії регіонів | 31.10.2010   | 20.12.2013      |

Примітка: таблиця складена за даними сайту Верховної Ради України

### Депутати
За результатами місцевих виборів 2010 року депутатами ради стали:

#### За суб'єктами висування
| Суб'єкт висування | Кількість обраних депутатів | %    |
| ----------------- | --------------------------- | ---- |
| Партія регіонів   | 14                          | 87,5 |
| Самовисування     | 2                           | 12,5 |

#### За округами
| № округу        | Прізвище, ім'я, по батькові      | Дата визнання обраним | Освіта             | Партійна приналежність | Відомості про обраного депутата                           |
| --------------- | -------------------------------- | --------------------- | ------------------ | ---------------------- | --------------------------------------------------------- |
| Партія регіонів |                                  |                       |                    |                        |                                                           |
| 1               | Крюков Дмитро Геннадійович       | 31.10.2010            | вища               | член Партії регіонів   | ВАТ «Племзавод Кримський», інженер                        |
| 2               | Уланова Лілія Аліївна            | 31.10.2010            | середня спеціальна | член Партії регіонів   | домогосподарка                                            |
| 3               | Кучеренко Віталій Петрович       | 31.10.2010            | вища               | член Партії регіонів   | приватний підприємець                                     |
| 4               | Букреєва Катерина Сергіївна      | 31.10.2010            | вища               | член Партії регіонів   | міжрегіональне управління водного господарства, бухгалтер |
| 5               | Несвітайлов Андрій Костянтинович | 31.10.2010            | вища               | позапартійний          | міжрегіональне управління водного господарства, інженер   |
| 6               | Кошман Василь Олександрович      | 31.10.2010            | середня            | позапартійний          | ВАТ"Племзавод Кримський", охоронець                       |
| 7               | Татков Віктор Маркович           | 31.10.2010            | середня спеціальна | член Партії регіонів   | ВАТ"Племзавод Кримський", водій                           |
| 8               | Мірошник Олег Олександрович      | 31.10.2010            | вища               | член Партії регіонів   | приватний підприємець                                     |
| 9               | Кройтор Галина Миколаївна        | 31.10.2010            | вища               | член Партії регіонів   | Кримська сільська рада, секретар                          |
| 10              | Мельник Леонід Євгенович         | 31.10.2010            | вища               | член Партії регіонів   | будинок культури с. Кримське, художник                    |
| 11              | Саргсян Еміль Ашотович           | 31.10.2010            | середня спеціальна | член Партії регіонів   | ПП"Ткаченко", водій                                       |
| 14              | Баранова Наталія Георгіївна      | 31.10.2010            | вища               | позапартійна           | домогосподарка                                            |
| 15              | Біднов Юрій Юрійович             | 31.10.2010            | середня            | член Партії регіонів   | пенсіонер                                                 |
| 16              | Іванісова Віра Степанівна        | 31.10.2010            | вища               | член Партії регіонів   | ВАТ «Сакська водна компанія», контролер-касир             |
| Самовисування   |                                  |                       |                    |                        |                                                           |
| 12              | Мамутова Аніфе                   | 15.11.2010            | вища               | позапартійна           | пенсіонер                                                 |
| 13              | Сивкова Айман Тюлегенівна        | 09.05.2011            | середня спеціальна | член Партії регіонів   | ВАТ «Кримський», завідувачка складом                      |